# François-Xavier de Bourbon-Parme
Pour les autres membres de la famille, voir Maison de Bourbon-Parme.
Titres
Prétendant aux trônes
de Parme et Plaisance
15 novembre 1974 – 7 mai 1977
(2 ans, 5 mois et 22 jours)
Prétendant au trône d’Espagne
29 septembre 1936 – 8 avril 1975
(38 ans, 6 mois et 10 jours)
François Xavier Charles Marie de Bourbon, né le 25 mai 1889 à la Villa Borbone delle Pianore à Camaiore (Italie) et mort le 7 mai 1977 à Zizers (Suisse), était le chef de la maison de Bourbon-Parme et portait les titres de courtoisie de prince de Parme, puis (à partir de 1974) de duc de Parme et Plaisance.
Descendant de l'ancienne famille ducale souveraine de Parme (détrônée en 1859), il fut également prétendant carliste au trône d'Espagne sous le nom de « Xavier Ier ».

## Biographie

### Famille
Le prince François-Xavier est le fils de Robert Ier (1848-1907), duc détrôné de Parme, et de sa deuxième épouse Antónia de Bragance (1862-1959), qui portait le titre de courtoisie d'infante de Portugal, étant fille de l'ancien roi Michel Ier de Portugal (1802-1866).
Il est donc le frère de l'impératrice Zita d'Autriche et du prince consort Félix de Luxembourg ainsi que le demi-frère de la princesse Marie-Louise de Bulgarie. La reine des Belges Élisabeth de Bavière, les grandes-duchesses Marie-Adélaïde et Charlotte de Luxembourg, la princesse Aloÿs de Liechtenstein, née archiduchesse Élisabeth d'Autriche, mère du prince régnant François-Joseph II de Liechtenstein, la princesse Marie Gabrielle en Bavière, première épouse du prince royal Rupprecht de Bavière, sont ses cousines utérines. L'archiduchesse Marie-Thérèse de Bragance, belle-sœur de l'empereur François-Joseph Ier est sa tante maternelle. Sa nièce Anne de Bourbon-Parme sera la dernière reine de Roumanie.
Le 12 novembre 1927, il épouse à Lignières, en France, Madeleine de Bourbon Busset (1898-1984).
De cette union naissent :
- Marie-Françoise de Bourbon-Parme (1928), qui épouse en 1959 le prince Édouard de Lobkowicz (1926-2010) ;
- Charles-Hugues de Bourbon-Parme (1930-2010), duc de Parme et comte de Montemolín, qui épouse la princesse Irène des Pays-Bas ;
- Marie-Thérèse de Bourbon-Parme (1933-2020), naturalisée espagnole par décret royal du 8 mai 1981[1] ; victime du COVID-19 ;
- Cécile Marie de Bourbon-Parme (1935-2021), que son père crée, dans le cadre des prétentions carlistes, comtesse de Poblet ;
- Marie des Neiges de Bourbon-Parme (1937), que son père crée, dans le cadre des prétentions carlistes, comtesse del Castillo de la Mota ;
- Sixte-Henri de Bourbon-Parme (1940), duc d'Aranjuez.

Il est le parrain de Jérôme Napoléon-Bonaparte, de Carlos de Bourbon de Parme et de Marie-Madeleine d'Alençon[réf. nécessaire].

### Rivalités
Malgré ses liens avec la cour de Vienne, il souhaite s'engager dans l'armée française. Refusé parce que membre d'une maison ayant régné sur la France, il choisit de s'engager dans l'armée belge durant la Première Guerre mondiale.
En 1917, avec son frère aîné Sixte, il sert de lien entre les gouvernements alliés et son beau-frère l'empereur Charles Ier d'Autriche qui cherche alors à conclure la paix.
En 1925, avec son frère Sixte, il attaque leur demi-frère, Élie, « régent » pour leurs frères aînés handicapés, devant la justice française : un accord établi en 1910 entre tous les enfants de l'ancien duc Robert Ier donnait, à la mort de celui-ci, à son troisième fils Élie, la responsabilité de l'ancienne maison ducale de Parme puisque ses aînés étaient atteints d'un handicap mental, et la moitié des biens de leur père. À la fin de la guerre, Élie, s'étant engagé avec ses plus jeunes demi-frères dans l'armée austro-hongroise, se trouvait du côté des pays vaincus quand Sixte et François-Xavier, officiers belges, faisaient partie des pays vainqueurs. Sixte et François-Xavier voulurent remettre en cause l'accord de 1910 ; les biens des Parme furent d'abord mis sous séquestre avant d'être rendus en 1928 à Élie, qui obtint gain de cause. Seul, le château de Chambord fut conservé par l'État français,.
En 1936, à la mort du prétendant carliste Alphonse-Charles de Bourbon, il devient régent de la communion traditionaliste.

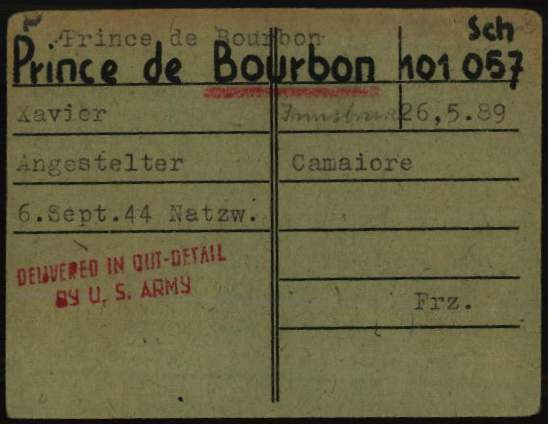
Carte d'enregistrement du prince François-Xavier de Bourbon-Parme en tant que prisonnier au camp de concentration nazi de Dachau.

Il est arrêté en France pendant la Seconde Guerre mondiale le 22 juillet 1944 et déporté pour faits de résistance, d'abord au camp de concentration de Natzweiler-Struthof, puis à celui de Dachau. Libéré par l'armée américaine le 8 mai 1945, âgé de 56 ans, il pèse 36 kg. Par la suite, il devient lieutenant de France de l'ordre équestre du Saint-Sépulcre de Jérusalem.
Sa sépulture se trouve dans le cimetière des moines de l'abbaye Saint-Pierre de Solesmes.

## Titulatures de courtoisie
Les titres portés par François-Xavier de Bourbon-Parme sont des titres de courtoisie et n'ont aucune existence légale :

### Titulature dans lamaison de Bourbon-Parme
- 25 mai 1889 - 15 novembre 1974 : Son Altesse royale le prince Xavier de Bourbon-Parme
- 15 novembre 1974 - 7 mai 1977 : Son Altesse royale le duc de Parme et Plaisance

### Titulaturecarliste
- 23 janvier 1936 - 30 mai 1952 : Son Altesse royale le prince Xavier de Bourbon-Parme, régent d'Espagne

Alphonse-Charles de Bourbon, duc de San Jaime, dernier prétendant carliste historique, désigne comme régent du mouvement, le prince Xavier de Bourbon-Parme . Le duc de San Jaime le nomme également commandant-en-chef des armées carlistes.
- 30 mai 1952 - août 1964 : Son Altesse royale le prince Xavier de Bourbon-Parme

Le prince Xavier de Bourbon-Parme se proclame roi d'Espagne du mouvement carliste sous le nom de Xavier Ier (ou en espagnol Javier I). Il accorde à cette même date le titre d'infant d'Espagne à tous ses enfants.
- Août 1964 - 8 avril 1975 : Son Altesse royale le prince Xavier de Bourbon-Parme, comte de Molina

Dans le cadre de ses prétentions aux trônes d'Espagne et de Parme, le prince Xavier relève le titre porté par le premier prétendant carliste historique, Charles de Bourbon (1788-1855). Le prince Xavier abdique en faveur de son fils Charles-Hugues le 8 avril 1975.

## Œuvres
- Les accords secrets franco-anglais de décembre 1940. Paris: Plon, 1949.

- Prix Montyon 1950 de l’Académie française.
- Les chevaliers du Saint-Sépulcre. Paris: A. Fayard, 1957.